# Akhadachandi-Tempel

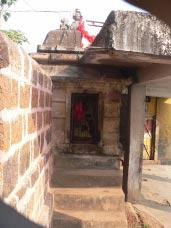
Eingang des Akhadachandi Tempels

Der Akhadachandi-Tempel ist ein religiöses Bauwerk aus dem 10. Jahrhundert in der Stadt Bhubaneswar im indischen Staat Odisha. Der Tempel ist der hinduistischen Gottheit Durga geweiht und wurde während der Herrschaft der Somavamsi-Dynastie errichtet.

## Lage
Der Tempel befindet sich in Badu Sahi genannten Altstadt von Bhubaneswar am südwestlichen Ufer des Bindu-Sagar-Teichs. Er liegt zwischen dem Markandesvara Tempel im Osten und dem Mohini Tempel im Nordwesten, im Süden schließt sich eine Wohngegend an. Der Tempel ist in Richtung Süden ausgerichtet, die Statue der Göttin blickt nach Osten.

## Architektur
Der Tempel misst 1,28 Meter auf 1,83 Meter und ist 2,49 Meter hoch und verfügt über ein zylindrisches Dach. Er ist sowohl außen als auch innen wenig ornamentiert. Auf dem Dach befindet sich als Verzierung die so genannte Mastaka, bestehend aus einer kalasa und zwei flankierenden gajakranta. Der Türrahmen ist mit Pilastern verziert. Neben dem Haupteingang gibt es noch zwei Seiteneingänge. Als Baumaterial wurde grober Sandstein verwendet, der Baustil der Tempels erinnert an den Kalinga-Stil.
Der Tempel wurde durch den Staat Odisha restauriert, der Erhaltungszustand heute gilt als gut.

## Religiöse Nutzung
Der Tempel ist ein aktiver Ort der Verehrung der zehnarmigen Mahisasuramardini Durga. Religiöse Feste, wie etwa Durgastami oder Balabhoga, werden dort mit Ritualen begangen.